# Número idóneo
En matemática, concretamente en teoría de números, los números idóneos, (también llamados números adecuados o números convenientes), son los números enteros positivos D tales que cualquier entero expresable de una única manera como x2 ± Dy2 (donde x2 es primo relativo a Dy2) es un primo, potencia de primo, o una combinación de ambos.

## Propiedades
Un número positivo n es idóneo si y sólo si no puede ser escrito como ab + bc + ac para distintos enteros positivos a, b, y c.
Euler encontró 65 números idóneos que agrupó en una lista, y Carl Friedrich Gauss los clasificó, conjeturando que únicamente existían los números de ese lista, que son:
1, 2, 3, 4, 5, 6, 7, 8, 9, 10, 12, 13, 15, 16, 18, 21, 22, 24, 25, 28, 30, 33, 37, 40, 42, 45, 48, 57, 58, 60, 70, 72, 78, 85, 88, 93, 102, 105, 112, 120, 130, 133, 165, 168, 177, 190, 210, 232, 240, 253, 273, 280, 312, 330, 345, 357, 385, 408, 462, 520, 760, 840, 1320, 1365, y 1848 (sucesión A000926 en OEIS).
Weinberger demostró en 1973 que a lo sumo, existe únicamente otro número idóneo aparte de los mencionados antes, y que si la hipótesis generalizada de Riemann se cumple, entonces la lista es completa.